# Manase Eliad
Manase Eliad (sau Manase Eliadis) a fost un profesor de matematică de origine aromână din Moscopole și care a trăit la sfârșitul secolului al XVIII-lea și începutul secolului al XIX-lea, care a jucat un rol important în învățământul românesc și în popularizarea științei.
A studiat la București, apoi a călătorit în Italia și în Germania, de unde a adus diferite cărți de matematică și astronomie, precum și aparate de astronomie și fizică.
A predat matematica la Academia Domnească din București la un nivel superior față de ce se realizase până atunci, pentru acesta făcând apel la cursurile matematicianului Vito Caravelli.
În 1777 devine director al Academiei, iar începând cu 1797 conduce învățământul superior din Craiova.
A murit la Sibiu.
De la el nu a rămas decât un manuscris, datat în 1745.